# Xoắn ốc Ekman

Hiệu ứng xoắn ốc Ekman.
1. Gió
2. lực từ trên cao
3. Hướng hiệu quả của hiện tại
4. Hiệu ứng Coriolis

Hiệu ứng xoắn ốc Ekman là xu hướng của các dòng hải lưu lan truyền theo một góc với hướng gió bề mặt. Nó có tên gọi như vậy theo tên của nhà hải dương học người Thụy Điển Vagn Ekman.
Hiệu ứng này là hệ quả của hiệu ứng Coriolis. Lực gây ra chuyển động của các dòng hải lưu là gió bề mặt. Tại bắc bán cầu, các hải lưu bề mặt bị làm trệch hướng sang bên phải của hướng gió bởi các lực coriolis, và các lớp sâu hơn bị làm lệch hướng nhiều hơn về phía phải. Trong các đại dương có mực nước sâu, những luồng chảy phía đáy có thể cuối cùng bị làm lệch hướng đến mức chảy theo hướng ngược lại với các luồng chảy bề mặt cũng là do hiệu ứng này.